# Otonycteris leucophaea
Otonycteris leucophaea és una espècie de ratpenat de la família dels vespertiliònids. Viu a l'Iran, Tadjikistan, Kirguizstan, Turkmenistan, Afganistan, Pakistan i Caixmir. El seu hàbitat natural són paisatges àrids, utilitzen divisions de roca i edificis humans com dormidors de dia. No hi ha amenaces significatives per a la supervivència d'aquesta espècie.